# Вебер, Герхильда
Герхильда Вебер (нем. Gerhild Weber; 3 мая 1918 — 7 ноября 1996) — немецкая актриса.

## Биография
В возрасте 19 лет Герхильда Вебер начала актерскую карьеру в театре. Со второй половины 1938 года она на постоянной основе работала в труппе городского театра в Грайфсвальде. В 1940 году Ганс Гильперт взял ее в труппу Немецкого театра в Берлине. В том же году Вебер дебютировала в кино, снявшись в пропагандистском нацистском фильме «…езда по Германии». В следующем году она сыграла одну из ролей второго плана в антипольском фильме режиссера Густава Учицки «Возвращение домой». После этого Вебер до конца войны была знакома еще в двух лентах.
После окончания Второй мировой войны за лояльность к Третьего Рейха и участие в пропагандистских фильмах Герхильда Вебер не смогла продолжать полноценную актерскую карьеру как в кино, так и в театре. С 1960-х годов и до конца своей жизни она жила в Куксгафене.